# Naděžda Goryczková
Naděžda Goryczková (* 5. ledna 1963, Rýmařov) je odbornice v oblasti výzkumu a ochrany památek architektury konce 19. a první poloviny 20. století. Od roku 2008 je generální ředitelkou Národního památkového ústavu.

## Život
V letech 1981–1986 vystudovala Fakultu architektury Vysokého učení technického v Brně. Po ukončení studia roku 1986 byla zaměstnána v projektovém středisku Chemoprojektu Brno. Od roku 1987 pracovala jako architektka v ostravském Krajském středisku státní památkové péče, od roku 1997 jako vedoucí oddělení stavebně historických průzkumů, od roku 2001 jako vedoucí útvaru evidence a dokumentace. Od roku 1997 je též externím pracovníkem Filozofické fakulty Ostravské univerzity.
Po sloučení samostatných památkových ústavů k 1. lednu 2003 v jedinou instituci Národní památkový ústav byla jmenována ředitelkou územního odborného pracoviště v Ostravě. V prosinci 2005 byla spolu s dalšími řediteli územních odborných pracovišť bez udání důvodu z funkce ředitelky odvolána (a současně pověřena vedením instituce) do ukončení výběrových řízení v lednu 2006. Od března 2006 do dubna 2007 pracovala jako samostatný odborný pracovník (městská památková rezervace Opava). Ředitelkou územního odborného pracoviště v Ostravě byla na základě výběrového řízení znovu jmenována 1. dubna 2007.
2. prosince 2008 ji ministr kultury Václav Jehlička jmenoval generální ředitelkou Národního památkového ústavu.
V této funkci usiluje o modernizaci a větší otevřenost odborné instituce památkové péče.
Za svoji odbornou činnost v památkové péči obdržela v roce 2016 Řád Elišky Přemyslovny.

### Členství v komisích a radách
- Vědecká rada a Rada pro výzkum Ministerstva kultury ČR
- předsedkyně Národní hodnoticí komise European Heritage Label (EHL)
- Vědecká rada Fakulty podnikohospodářské VŠE v Praze
- Správní rada Akademie výtvarných umění v Praze
- Vědecká rada Univerzity Pardubice
- Český národní komitét ICOMOS[4]
- Památkové rady územních odborných pracovišť NPÚ v Olomouci a v Ostravě
- čestná členka vědecko-umělecké rady Fakulty architektury ČVUT
- redakční rada sborníku Archivu města Ostravy

### Odborná ocenění
- 2022 | Čestné uznání poroty soutěže Architekt roku 2022. Z odůvodnění: V roce 2008 byla jmenována generální ředitelkou Národního památkového ústavu, kde se dlouhodobě zasazuje o dialog mezi zastánci historické a moderní architektury. I skrze její podporu se podařilo rehabilitovat architekturu českého brutalismu a ochránit řadu těchto památek před devastací.[5]

## Dílo

### Odborné zaměření a výzkumná činnost
Odborně se specializuje na průzkum a obnovu památek moderní architektury. K propagaci a popularizaci památkové péče přispívá pořádáním odborných seminářů, tematických výstav a přednášek zaměřených na architekturu konce 19. a první poloviny 20. století.
Od roku 1997 se aktivně účastní grantové a institucionální výzkumné činnosti v oblasti památkové péče. V letech 2005 až 2011 byla hlavní řešitelkou výzkumného úkolu NPÚ zaměřeného na průzkum, inventarizaci a dokumentaci kulturního dědictví 19. a 20. století na území České republiky. Vede institucionální výzkumný úkol věnovaný památkám moderní architektury.
Je spoluautorkou několika publikací představujících památky moderní architektury zejména na Moravě a ve Slezsku.
Pravidelně publikuje v odborných periodikách, je autorkou řady odborných článků, zejména s tematikou moderní architektury a industriálního dědictví. Publikuje v časopise Zprávy památkové péče, ve Sborníku Národního památkového ústavu v Ostravě, ve Sborníku Ostrava a dalších odborných periodikách.

### Publikace
- Naděžda Goryczková, M. Vymětalová (eds.), Poválečná totalitní architektura a otázky její památkové ochrany, Ostrava 2002
- Naděžda Goryczková (ed.) Složitosti a rozpory moderní architektury a její památkové ochrany, Ostrava 2005
- GORYCZKOVÁ, Naďa; STRAKOŠ, Martin; ŠLAPETA, Vladimír; VYBÍRAL, Jindřich. Slavné vily Moravskoslezského kraje. Ilustrace Markéta Kubačáková. 1. vyd. Praha: Foibos, 2008. 197 s. ISBN 978-80-87073-09-4.
- Naděžda Goryczková a kol., Slavné vily Zlínského kraje, Praha 2008